# Nikon Coolpix S510
Le Nikon Coolpix S510 est un appareil photographique numérique de type compact fabriqué par Nikon de la série de Nikon Coolpix.
Commercialisé en septembre 2007 au prix public de 279 €, le S510 est un appareil de forme ergonomique assurant une bonne prise de main avec un boîtier en acier inoxydable de dimensions réduites: 8,8 × 5,1 × 2,2 cm, d'une définition de 8,1 mégapixels et d'un zoom optique de 3x. Il est construit sur une base du S700.

Sa portée minimum de la mise au point est de 50 cm, ramenée à 15 cm en mode macro.

Il est équipé d'une fonction "AF Priorité visage" qui permet d'avoir des portraits d'une bonne luminosité puisque l'appareil détecte les visages et réalise la mise au point dessus.

Il possède également le système "D-lighting" développé par Nikon qui permet éclaircir les zones sous-exposées d'une image directement à partir de l'appareil, ainsi que le dispositif de stabilisation optique "VR" (Vibration Reduction) qui permet de supprimer le flou de bougé pendant l’enregistrement de clips vidéo ou d'image.

Son automatisme gère 15 modes Scène pré-programmés afin de faciliter les prises de vues (portrait, portrait de nuit, paysage, fête/Intérieur, plage/neige, coucher de soleil, feux d'artifice, nocturne, macro, musée, sport, aurore/crépuscule, reproduction, contre-jour, panorama assisté).

L’ajustement de l'exposition est automatique et permet également un mode manuel avec un ajustement dans une fourchette de ±2.0 par paliers de 0,33 EV.

La balance des blancs se fait de manière automatique, mais également semi-manuel avec des options pré-réglées (Ensoleillé, lumière incandescent, tubes fluorescent, nuageux et flash).

La fonction "BSS" (Best Shot Selector) sélectionne parmi dix prises de vues successives, l'image la mieux exposée et l'enregistre automatiquement.

Son flash incorporé a une portée effective de 0,5 à 6,5 m en grand-angle et de 0,5 à 3,5 m en téléobjectif et dispose de la fonction atténuation des yeux rouges.

Son mode Rafale assure jusqu'à 1,2 image par seconde.

L'appareil est opérationnel en moins de 0,7 seconde et sa vitesse de déclenchement est de 0,005 seconde lorsque l'option "Priorité déclenchement" est activée.

## Caractéristiques
- Capteur CCD taille 1/2,5 pouce - 8,29 millions de pixels, effective: 8,1 millions de pixels
- Zoom optique : 3x, numérique: 4x
- Distance focale équivalence 35 mm : 35–105 mm
- Ouverture de l'objectif : F/2,8-F/4,7
- Vitesse d'obturation : 4 à 1/1500 seconde
- Sensibilité : auto 64 à 1000 ISO et manuel: 64, 100, 200, 400, 800, 1600 et 2000 ISO.
- Stockage : Secure Digital SD et SDHC et MultiMedia Card - mémoire interne de 52 Mo
- Définition image maxi : 3264 × 2448 au format JPEG.
- Autres définitions : 3200 × 1800, 2592 × 1944, 2048 × 1536, 1024 × 768 et 640x480
- Définitions vidéo : 320 × 240 et 640 × 480 à 30 images par seconde, 320 × 240 et 160 × 120 à 15 images par seconde au format AVI avec son.
- Connectique : USB 2.0, audio-vidéo composite
- Écran LCD de 2,5 pouces - matrice active TFT de 230 000 pixels
- Compatible PictBridge
- Batterie propriétaire rechargeable Lithium-ion type EN-EL10
- Poids : 125 g sans accessoires (batterie et carte mémoire)
- Finition : Argent, noir mat et rose framboise.